# ARI-Armaturen
ARI-Armaturen (рус. АРИ-Арматурен; полное наименование ARI-Armaturen Albert Richter GmbH & Co. KG) — немецкая компания — разработчик и производитель специального оборудования, трубопроводной арматуры для пара и конденсата, а также систем контроля. Основная сфера применения оборудования и решений ARI-Armaturen — промышленные предприятия, где пар используется для различных технологических процессов в качестве теплоносителя, а также нужд водоснабжения и отопления.

## История создания компании
Завод был основан в 1877 году в городе Штукенброк (нем.) как металлургическое производство под названием Brechmann Guss. На момент основания в компании трудились 190 человек. В 1950 году Альбертом Рихтером была основана компания-производитель фитингов и трубопроводной арматуры «ARI-Armaturen Albert Richter GmbH & Co. KG», основным поставщиком литейных форм и заготовок которой вскоре стала компания Brechmann Guss. В 1952 году произошло поглощение ARI-Armaturen её поставщиком — компанией Brechmann Guss, однако менеджментом компании было принято решение сохранить исходное название.
В 1958 году ассортимент продукции составлял 300 позиций.
В 1969 году в городе Хольцхаузен подала на банкротство компания Warsteiner Eisenwerke. ARI-Armaturen приобрела часть её недвижимости и запустила производство арматуры для промышленных нужд. Выпускаемая продукция второго завода составила 1400 позиций.
1999 год — интеграция в ARI Group компании AWH Armaturenwerk Halle GmbH (AWH), основанной в 1878 году в Галле — производителя систем для отвода конденсата.
2002 год — интеграция в ARI Group компании Wittler Armaturen GmbH, основанной в 1838 году;
2007 год — более 700 служащих, ассортимент продукции состоит из 10 000 позиций более чем с 100 000 вариантами исполнения.
2011 год — приобретение Comeval S.L., Испания.
2012 год — приобретение Valvosteel s.r.l., Италия; выведено на рынок новое изделие — технологические клапаны ZETRIX.
2013 год — приобретение JV AR Safety Systems LP, США (предохранительные клапаны API 526, раздел VIII).
2014 год — приобретение Steamline LLP, город Пуна, Индия.
2016 год — приобретение Bermo Valvulas е Equipamentos Industriais Ltda, Бразилия.
2019 год — приобретение завода HÖGFORS OY, Финляндия.
По состоянию на 2014 год в штате ARI-Armaturen работало более 5 000 специалистов. Компания имеет представительства в Китае, Дании, Франции, Великобритании, Индии, Италии, Малайзии, Австрии, Сингапуре, Испании, США и ОАЭ.
В России с 2009 года ARI-Armaturen представлена дочерней компанией ООО «АРИ-Арматурен РУС», которая имеет представительства в 9 городах.
Металлургическое производство Brechmann Guss также продолжает свою работу с момента основания. Завод выпускает специализированные отливки со сложной внутренней геометрией. Помимо нужд ARI-Armaturen, корпуса для трубопроводной арматуры изготавливаются другим и производителям, таким как: SAMSON AG (нем.), Hora (Holter Regelarmaturen GmbH & Co. KG), Danfoss и другие. Также компания Brechmann Guss производит для железнодорожной компании Deutsche Bahn колёсные пары, элементы тормозных систем и прочие детали для железнодорожных составов.

## Производство
Производство продукции осуществляется на 3 заводах компании, расположенных в Германии, в городах:

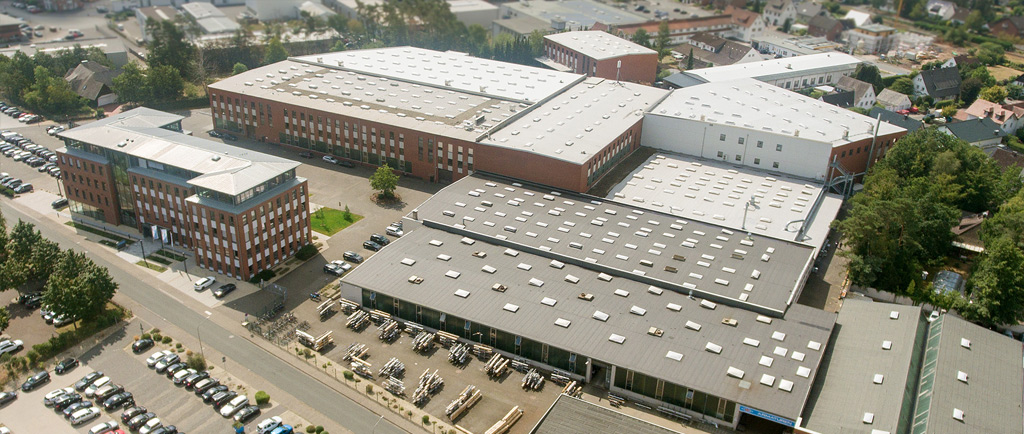
Штаб-квартира компании

- Шлосс-Хольте-Штукенброк, где расположены штаб-квартира компании и производство оборудования типоразмерами от 15 до 200 мм;

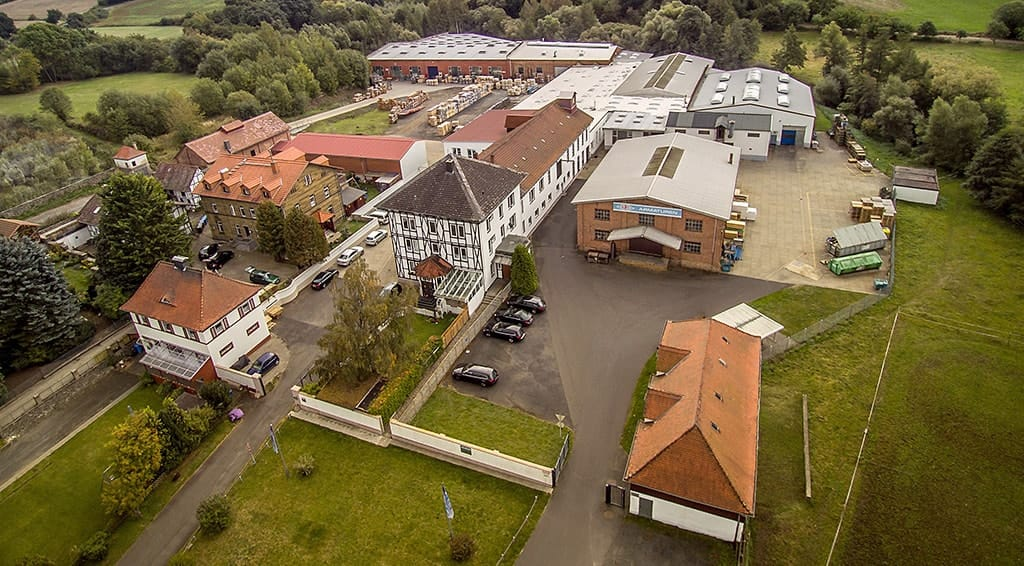
Крупногабаритное производство

- Хольцхаузен, где сосредоточено крупногабаритное производство типоразмерами до 1200 мм;

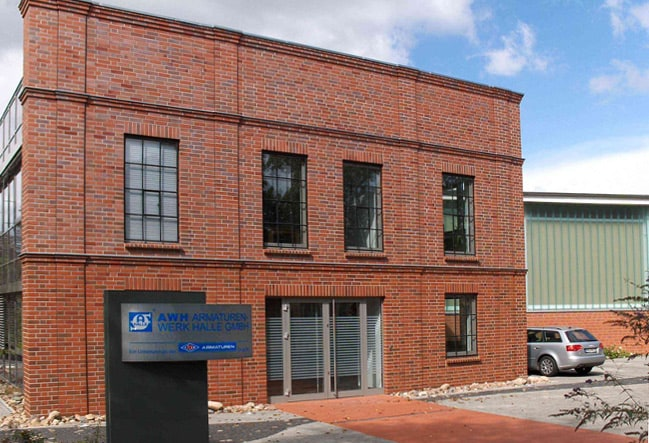
Завод по производству конденсатоотводчиков

- Галле, где располагается интегрированный в 1999 году в группу ARI завод по производству конденсатоотводчиков и сопутствующих аксессуаров AWH Armaturenwerk Halle GmbH.

Оборудование по стандартам ANSI производятся на производственной площадке в США, в штате Калифорния. В других странах производственных мощностей нет.
Компания занимает территорию общей площадью 51000 м², производственная площадь составляет 14000 м², площадь офисов 4000 м². Значительная часть продукции поступает на внутренний рынок Германии, около 50 % продукции компании идет на экспорт, в такие страны как Россия, Украина, страны Европейского союза, США, Китай и другие.
По данным отраслевого портала Armtorg.ru в Европе, доля рынка ARI-Armaturen достигает 35-40 %.
Компания ARI-Armaturen сотрудничает по всему миру с ведущими мировыми производителями котлов и компонентов систем отопления для различных типов зданий и сооружений, таких как Viessmann, Bosch Thermotechnik GmbH, LOOS International, в части предоставления знаний и инженерных решений.

## Собственники и руководство
По данным Bloomberg согласно выписке из торгового реестра контроль над управлением компании осуществляют:
- Брехманн Франк (нем. Frank Brechmann), Шлосс-Хольте-Штукенброк;
- Брехманн Генрих, (нем. Heinrich Brechmann), Шлосс-Хольте-Штукенброк;
- Брехманн Жозеф, (нем. Josef Brechmann), Шлосс-Хольте-Штукенброк;
- Брехманн Михаэль (нем. Michael Brechmann), Шлосс-Хольте-Штукенброк;
- Брехманн Рихард, (нем. Richard Brechmann), Шлосс-Хольте-Штукенброк;
- Брехманн Рудольф (нем. Rudolf Brechmann), Шлосс-Хольте-Штукенброк;

Компания была основана как семейное предприятие и продолжает оставаться семейным бизнесом.

## Ключевые направления деятельности
Компания проводит аудит и предоставляет комплексные решения для паровых систем. За основу работы приняты решения по теплообмену, техническое обслуживание оборудования, комплексные инженерно-технические решения.

## Образовательная деятельность
Компания ARI-Armaturen по всему миру проводит обучающие семинары для пользователей пароконденсатных систем и специалистов проектных организаций, позволяющие решать задачи для технологий пищевой, металлургической и нефтехимической промышленности. В общей сложности обучение проводится для более чем 43 000 специалистов отрасли каждый год. Для целевой аудитории выпускается печатное издание «Практическое руководство по пару и конденсату. Требования и условия безопасной эксплуатации», которое используется и распространяется в рамках образовательных программ.

## Новые технологии и наука
На производственных площадках ARI-Armaturen проходят промышленное тестирование научные разработки. На специализированном опытно-промышленном стенде, имитирующем пароконденсатную систему, проводятся испытания нестандартных режимов работы. Результатом проведения подобных мероприятий является совершенствование и модернизация внутренней геометрии деталей оборудования. Также компания осуществляет внедрение в инженерные системы предприятий калориметрического метода измерения потерь тепловой энергии.

## Основные конкуренты
По данным компании её основными конкурентами являются:
MIYAWAKI, Spirax-Sarco Engineering, Armstrong, TLV, ADCA, YARWAY, AYVAZ, MANKENBERG, GESTRA AG, SAMSON AG (англ.), Ebro Armaturen (нем.).